# Reseda lanceolata
Reseda lanceolata är en resedaväxtart. Reseda lanceolata ingår i släktet resedor, och familjen resedaväxter.

## Underarter
Arten delas in i följande underarter:
- R. l. constricta
- R. l. lanceolata